# Lene Vasegaard
Lene Vasegaard (født 9. februar 1940 på Frederiksberg) er en dansk skuespillerinde.
Hun er uddannet fra Det kongelige Teaters Elevskole i 1964. Herefter har hun haft freelance-roller på bl.a. Aarhus Teater, Gladsaxe Teater, Det ny Scala og Café Teatret. Blandt de forestillinger som denne alsidige skuespillerinde har medvirket i kan nævnes Den kønneste pige i Amherst, Cabaret, Medea, Barselsstuen, Pygmalion, Petra von Kants bitre tårer og Skærmydsler.
På tv har hun bl.a. medvirket i afsnit af serierne En by i provinsen og Nikolaj og Julie.
Hun har også indspillet en række film, som f.eks. Man sku' være noget ved musikken (1972), Flugten (1973), Øjeblikket (1980), Koks i kulissen (1983), Barndommens gade (1986), Sort høst (1993), Carlo og Ester (1994) og Den blå munk (1998).